# Julius Rühm
Julius Rühm (* 20. Mai 1882 in Nürnberg; † 24. April 1960 ebenda) war ein deutscher Politiker (NSDAP).
Rühm trat zum 1. Mai 1933 der NSDAP bei (Mitgliedsnummer 3.181.427). Er war ab 1933 berufsmäßiger Stadtrat und wurde am 22. April 1945 von der amerikanischen Militärregierung in das Amt des Nürnberger Oberbürgermeisters eingesetzt. Aufgrund seiner Vergangenheit als NSDAP-Mitglied wurde er aber am 26. Juli 1945 wieder aus dem Amt entlassen.